# Phyllopodium dolomiticum
Phyllopodium dolomiticum är en flenörtsväxtart som beskrevs av O.M. Hilliard. Phyllopodium dolomiticum ingår i släktet Phyllopodium och familjen flenörtsväxter. Inga underarter finns listade i Catalogue of Life.